# Jo Filke
Josef Jo Filke (* 9. Oktober 1921 in Bad Ziegenhals, Landkreis Neisse, Oberschlesien; † 11. September 2001 in Schiffdorf, Landkreis Cuxhaven) war ein deutscher Architekt.

## Biografie

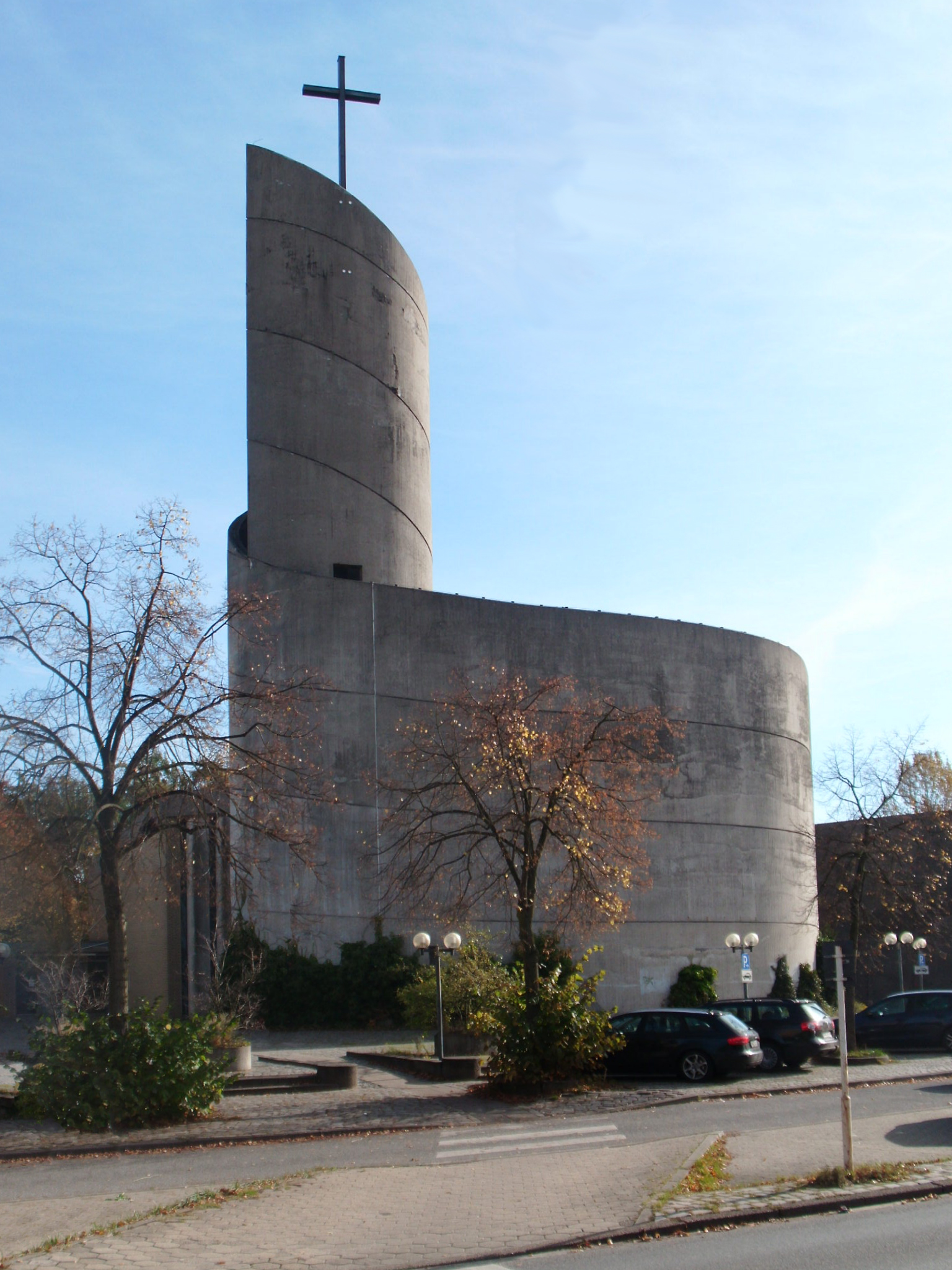
St.-Maximilian-Kolbe-Kirche in Hamburg-Wilhelmsburg

Filke studierte von 1945 bis 1955 Architektur am Technikum Bremen. Nach sechsjähriger Mitarbeit im Bremerhavener Architekturbüro Geermann machte er sich 1955 selbständig. Bis 1994 führte er ein Architekturbüro in Bremerhaven. Bekannt wurde er durch seine Kirchenbauten. Er starb kurz vor seinem 80. Geburtstag. Er hinterließ seine Frau Helma und die drei Töchter Vera, Irene und Eva. Seine Frau starb am 20. März 2018 und wurde auf dem Friedhof Hamburg-Ohlsdorf beerdigt.

## Bauten
- 1959: St. Nikolaus (Bremerhaven), 2010 abgerissen
- 1966: St.-Johannes-der-Täufer-Kirche (Loxstedt), heute Filialkirche der Herz-Jesu-Kirche in Bremerhaven-Geestemünde[1]
- 1973: St. Maximilian Kolbe (Hamburg-Wilhelmsburg), ab 2015 Kirchenumnutzung zum Malteser Campus St. Maximilian Kolbe einem quartiersbezogenen interkulturellen Zentrum für Pflege, Wohnen, Beratung, Bildung und Begegnung.[2][3][4]
- 1974: St. Ansgar (Bremerhaven-Leherheide)
- 1981: St. Benedikt (Bad Bederkesa)